# مایک کپوانو
مایک کپوانو (به انگلیسی: Mike Capuano) نمایندهٔ حوزه انتخابیه هفتم ماساچوست از حزب دموکرات ایالات متحده آمریکا در مجلس نمایندگان ایالات متحده آمریکا است که برای نخستین‌بار در ۳ ژانویه ۱۹۹۹ میلادی به‌عضویت این مجلس درآمد.